# Josey Wales
Pour le personnage incarné par Clint Eastwood, voir Josey Wales hors-la-loi.
Josey Wales né Joseph Winston Sterling à Saint Mary, en Jamaïque, est un disc jockey jamaïcain de reggae. Il est l'un des artistes jamaïcains les plus célèbres de la période rub-a-dub (la première moitié des années 1980). Deejay conscient et non slackness, il entra dans les charts jamaïcains en 1981 avec 'Leggo Mi Hand Gateman' (1981).

## Biographie
Sa carrière a commencé dans les années 1970 la fin du spectacle sur U-Roy Détenue Roi Sturgav système de son, et il a gagné encore plus de popularité au début des années 1980 , la scène sur Henry «Junjo» Lawes système sonore volcan d », et l'enregistrement singles comme « Bobo Dread "et" Leggo Mi Hand "pour le label Lawes du même nom, ainsi que des hits plus récents pour le label Power House de George Phang, plus particulièrement" Undercover Lover ". 
Il a été blessé par balle et volé en 1997, un incident qu’il a traité dans le tube "Bushwacked". 
Il est apparu dans la vidéo "Bad Man Don't Cry" de Shaggy et, en 2014, avait commencé à enregistrer de nouveaux documents. 
En octobre 2017, il a reçu l'ordre de distinction du gouvernement jamaïcain.

## Discographie
- 1983 - No Way Better Than Yard
- 1983 - The Outlaw
- 1984 - Two Giants Clash (Yellowman versus Josey Wales)
- 1985 - Undercover Lover
- 1986 - Ruling (produit par Tristan Palma chez Tuff Gong)
- 1988 - Na Lef Jamaica
- 1988 - Ha Fi Say So
- 1991 - Code Of Conduct
- 1997 - The Outlaw + No Way No Better Than Yard (réédition CD par Greensleeves des 2 premiers albums du DJ)